# Dasophrys punctipennis
Dasophrys punctipennis là một loài ruồi trong họ Asilidae. Dasophrys punctipennis được Engel miêu tả năm 1927.